# Berkasovo
Berkasovo je selo u Srijemu, u Vojvodini, Srbija.

## Zemljopisni položaj
Selo se nalazi na granici s Hrvatskom na cesti Šid - Ilok.

## Upravna organizacija
Pripadaja općini Šid.

## Povijest
Arheološki nalazi iz rimskog doba.

## Stanovništvo
U naselju Berkasovo živi 1.228 stanovnika, od toga 987 punoljetnih stanovnika, a prosječna starost stanovništva iznosi 40,9 godina (39,4 kod muškaraca i 42,2 kod žena). U naselju ima 490 domaćinstava, a prosječan broj članova po domaćinstvu je 2,51.
| Etnički sastav |            |        |
| Narod          | Stanovnika | %      |
| Srbi           | 841%       | 68,48  |
| Rusini         | 184        | 14,98% |
| Jugoslaveni    | 51         | 4,15%  |
| Hrvati         | 47         | 3,82%  |
| Slovaci        | 21         | 1,71%  |
| Mađari         | 6          | 0,48%  |
| Rusi           | 2          | 0,16%  |
| Romi           | 2          | 0,16%  |
| ostali         | 3          | 0,24%  |
| nepoznato      | 61         | 4,96%  |

| broj stanovnika | 1156  | 1235  | 1214  | 1213  | 1217  | 1103  | 1228  |
|                 | 1948. | 1953. | 1961. | 1971. | 1981. | 1991. | 2001. |

## Vanjske poveznice
- Položaj, vrijeme i udaljenosti naselja  Arhivirana inačica izvorne stranice od 30. travnja 2008. (Wayback Machine)